# Filme independente
Um filme independente ou filme indie é um tipo de produção de cinema, resultando em um filme que é produzido com pouca ou nenhuma interferência de um grande estúdio de cinema. Além de ser produzido e distribuído por empresas de entretenimento independentes, os filmes independentes também são produzidos e/ou distribuídos por subsidiárias de grandes estúdios de cinema. Filmes independentes são, por vezes, distinguíveis por seu conteúdo e estilo, e pela maneira em que a visão artística pessoal dos cineastas é mostrada.
Normalmente, mas não sempre, os filmes independentes são feitos com orçamentos consideravelmente mais baixos do que outros filmes.  Em geral, a comercialização de filmes independentes é caracterizada por lançamentos limitados (em poucas salas de cinema), mas também podem ter grandes campanhas de marketing e terem um grande lançamento. Filmes independentes são, muitas vezes, exibidos em festivais de cinema antes do lançamento nos cinemas. Uma produção de cinema independente pode rivalizar com a produção tradicional cinematográfica se tem o financiamento e a distribuição necessária para isso. Há um prêmio anual — o Independent Spirit Awards —, onde premiações são oferecidas aos melhores filmes independentes e aos profissionais neles envolvidos.
Até hoje, o filme independente mais caro já criado foi The Phantom of the Opera, um filme de 2004 dirigido por Joel Schumacher, que no final teve seus direitos comprados pela Warner Bros. Pictures.

## Filmes de sucesso
São exemplos de filmes independentes de grande sucesso:
- Quem Quer Ser um Milionário? — filme britânico de 2008, indicado a dez Oscars (incluindo oito vitórias) e vencedor de quatro BAFTAs.
- Atividade Paranormal — filme estadunidense de 2007, indicado ao Independent Spirit Award de Melhor Filme, considerado por muitos um dos melhores filmes de terror e sendo o filme mais rentável da história do cinema, com base no retorno sobre o investimento.
- O Lado Bom da Vida — filme estadunidense de 2012, indicado a oito Oscars (incluindo uma vitória) e vencedor de quatro Independent Spirit Awards (incluindo Melhor Filme, Melhor Atriz, Melhor Diretor, Melhor Roteiro).
- 127 Horas — filme estadunidense de 2010, indicado a seis Oscars e vencedor do Independent Spirit Award de Melhor Ator.
- Cisne Negro — filme estadunidense de 2010, indicado a cinco Oscars (incluindo uma vitória) e vencedor de quatro Independent Spirit Awards (incluindo Melhor Filme, Melhor Atriz, Melhor Diretor e Melhor Fotografia).
- Juno — filme canado-estadunidense de 2007, indicado a quatro Oscars (incluindo uma vitória) e vencedor de três Independent Spirit Awards (incluindo Melhor Filme, Melhor Atriz e Melhor Primeiro Roteiro).
- O Beijo da Mulher-Aranha — filme brasileiro-estadunidense de 1985, indicado a quatro Oscars (incluindo uma vitória) e vencedor do Independent Spirit Award de Melhor Filme Estrangeiro.
- Sem Segurança Nenhuma — filme estadunidense de 2012, indicado a dois Independent Spirit Awards (incluindo uma vitória na categoria Melhor Primeiro Roteiro), e que rendeu oportunidades a Colin Trevorrow e Derek Connolly em Hollywood, na nova produção Jurassic World.